# Путре
Путре (ісп. Putre, від айм. putre — «дзюрчання води») — поселення і комуна в Чилі, адміністратисний центр провінції Паринакота в регіоні Арика-і-Паринакота. Містечко розташоване за 130 км на сзід від міста Арика, на висоті 3500 м над рівнем моря, у підніжжя вулканічного комплексу Таапака.

## Розташування
Комуна розташована на андському плоскогір'ї, на південному заході області Арика-і-Паринакота.
Комуна межує:
- на півночі — с комуной Хенераль-Лагос;
- на сході — з департаментами Ла-Пас та Оруро (Болівія);
- на півдні — з комунами Камаронес, Кольчане;
- на заході — з комунами Камаронес, Арика.

Путре розташоване на межі Національного парку Лаука та є популярним місцем зупинки відвідувачів парку та місцем акліматизації альпіністів. Також у місті знаходиться відома історична церква.
Комуна також містить містечка Сокомпа, Тіґнамар, Белен, Чапікінья, Пачама, Анкута, Ґуаятірі, Паринакота, Чукуйо і Какена.
| Чилі | Це незавершена стаття з географії Чилі. Ви можете допомогти проєкту, виправивши або дописавши її. |

18°12′ пд. ш. 69°35′ зх. д. / 18.200° пд. ш. 69.583° зх. д.